# Clubiona lui
Espèce
Clubiona lui est une espèce d'araignées aranéomorphes de la famille des Clubionidae.

## Distribution
Cette espèce est endémique de Chongqing en Chine,. Elle se rencontre dans le xian de Wuxi.

## Description
Le mâle holotype mesure 5,42 mm.

## Systématique et taxinomie
Cette espèce a été décrite par Zhang, Li et Zhang en 2025.

## Étymologie
Cette espèce est nommée en l'honneur de Qian-le Lu.

## Publication originale
- Zhang, Li & Zhang, 2025 : « Three new species of the sac spider genus Clubiona Latreille, 1804 from the Yintiaoling Nature Reserve, Chongqing, China. » Zootaxa, no 5652(1), p. 129-135.